# The House on 92nd Street
The House on 92nd Steet és una pel·lícula d'espies estatunidenca en blanc i negre de 1945 dirigida per Henry Hathaway. La pel·lícula, rodada majoritàriament a la ciutat de Nova York, es va estrenar poc després del final de la Segona Guerra Mundial. The House on 92nd Street es va fer amb la total col·laboració de l'Oficina Federal d'Investigacions (FBI), el director del qual, J. Edgar Hoover, apareix durant el muntatge introductori. Els agents de l'FBI mostrats a Washington, DC van ser interpretats per agents reals. L'estil semidocumental de la pel·lícula va inspirar altres pel·lícules, com The Naked City i Boomerang.

## Argument
El 1939, un destacat estudiant universitari estatunidenc, Bill Dietrich, és abordat pels reclutadors nazis a causa del seu origen alemany. Fingeix interès, però ho notifica a l'FBI. L'agent George Briggs anima Dietrich a actuar. Així, Dietrich viatja a Hamburg, Alemanya, on se sotmet a sis mesos d'entrenament intensiu en espionatge. Aleshores, els alemanys l'envien de tornada als Estats Units per establir una estació de ràdio a Long Island per transmetre informació secreta sobre arribades, sortides, destinacions i càrrega d'enviaments. Dietrich també ha d'actuar com a pagador dels altres espies sobre el terreny, que es reuneixen regularment a una casa del carrer 92 est de la ciutat de Nova York. Li diuen que només un tal "Sr. Christopher" té l'autoritat per alterar els detalls de la seva tasca.
Dietrich passa les seves credencials microfilmades com a agent nazi al FBI. Els agents decideixen alterar el seu estat autoritzat perquè en comptes de prohibir-li contactar amb la majoria dels agents, estigui autoritzat a reunir-se amb tots ells. La residència del carrer 92 és en realitat un edifici de diverses plantes amb una botiga de vestits, que serveix de façana per als agents alemanys, al primer pis. El seu contacte és la dissenyadora de vestits Elsa Gebhardt. Ella sospita davant l'alt grau d'autoritat de Dietrich. Demana confirmació a Alemanya, però la comunicació és lenta. Per tant, no li queda més remei que permetre a Dietrich un accés complet a la seva xarxa d'espies. Quan se'ls interroga, l'altre contacte legítim de Dietrich, el veterà agent d'espionatge coronel Hammersohn, nega saber la identitat del "sr. Christopher".
En un altre desenvolupament, un espia alemany mor en un accident de trànsit; l'FBI troba un missatge secret entre les seves possessions que indica que un "Mr. Christopher" es concentrarà en el Procés 97. Briggs està alarmat perquè és conscient que el Procés 97 és el secret més guardat d'Amèrica: el projecte de la bomba atòmica. I quan els japonesos ataquen Pearl Harbor al desembre de 1941, els Estats Units entren en guerra. La majoria dels espies que Dietrich ha identificat són detinguts immediatament, però l'FBI deixa lliures els contactes de Gebhardt i té la intenció de mantenir-ho així fins que coneguin la identitat de "Mr. Christopher".

## Repartiment
- William Eythe com a Bill Dietrich (basat en l'agent doble de l'FBI William G. Sebold)[2]
- Lloyd Nolan com a agent George A. Briggs
- Signe Hasso com Elsa Gebhardt (basada en l'espia Lilly Stein)[2]
- Gene Lockhart com a Charles Ogden Roper (basat en l'espia Herman Lang que va lliurar el visor de bombes norden alt secret a Alemanya)[2]
- Leo G. Carroll com el coronel Hammersohn (inspirat pel capità de la xarxa d'espies, el capità Fritz Joubert Duquesne)[2]
- Lydia St. Clair com a Johanna Schmidt, part de l'anell de Gebhardt
- William Post Jr. com a Walker (com a William Post)
- Harry Bellaver com a Max Cobura, un dels espies de Gebhardt
- Bruno Wick com Adolf Lange, propietari de la llibreria
- Harro Meller com a Conrad Arnulf, un altre dels agents de Gebhardt
- Charles Wagenheim com a Gustav Hausmann
- Alfred Linder com a Adolf Klein
- Renee Carson com a Luise Vadja
- EG Marshall com a assistent a la morgue
- Elisabeth Neumann-Viertel com a Freda Kassel
- Sheila Bromley com a clienta del saló de bellesa

## Producció i antecedents
La casa del carrer 92 és la primera pel·lícula produïda per Louis De Rochemont, reconegut com a pioner del thriller policial d'estil semidocumental. Hathaway va descobrir el guió i li va encantar i va acceptar fer-lo sense estrelles.
El presentador de TCM, Robert Osborne, va dir que la pel·lícula es basa en el cas de la vida real de William G. Sebold. També va dir que van utilitzar agents reals de l'FBI i amb imatges reals preses per l'FBI. Sebold va participar en l'eliminació de la xarxa d'espies deDuquesne el 1941, el cas d'espionatge condemnat més gran de la història dels Estats Units. El 2 de gener de 1942, 33 espies nazis, inclòs el líder del ring Fritz Joubert Duquesne (també conegut com "L'home que va matar Kitchener "), van ser condemnats a més de 300 anys de presó. Un mestre d'espies alemany va comentar més tard que la redacció de l'anell va donar "el cop mortal" als seus esforços d'espionatge als Estats Units. J. Edgar Hoover va qualificar el seu atac concertat de l'FBI a l'anell de Duquesne com el més gran descobriment d'espies de la història dels Estats Units.
Lloyd Nolan repetiria el seu paper d'inspector Briggs a la seqüela, The Steet with No Name (1948). En aquella pel·lícula, Briggs i els agents de l'FBI assumirien el crim organitzat. La casa real utilitzada en el rodatge de la pel·lícula es trobava al carrer 53 E 93. Ja no hi és, ara és un camí que condueix a les instal·lacions darrere de la casa original.

## Premis
- Oscar: història cinematogràfica original — Charles G. Booth; 1946.
- Premi Edgar: dels Mystery Writers of America al millor guió cinematogràfic - Charles G. Booth, Barre Lyndon, John Monks, Jr; 1945.

## Adaptació radiofònica
The House on 92nd Street es va presentar a Stars in the Air el 3 de maig de 1952. L'adaptació de 30 minuts va ser protagonitzada per Humphrey Bogart i Keefe Brasselle.